# Nick Bollettieri
Nicholas James Bollettieri (31 de julho de 1931 — 4 de dezembro de 2022) foi um treinador de tênis estadunidense. Ele participou do desenvolvimento de muitos tenistas incluindo Andre Agassi, Jim Courier, Monica Seles, e Mary Pierce. Ele também trabalhou com Maria Sharapova, Daniela Hantuchová, Jelena Janković, Nicole Vaidišová, Sabine Lisicki, Sara Errani, Tommy Haas, Max Mirnyi, Xavier Malisse, Venus Williams, Serena Williams, Martina Hingis, Anna Kournikova, Marcelo Ríos, Kei Nishikori, e treinou Boris Becker por dois anos.